# Chris Malonga
Chris Malonga (11 de julho de 1987) é um futebolista profissional congolês que atua como meia.

## Carreira
Chris Malonga representou o elenco da Seleção Congolesa de Futebol no Campeonato Africano das Nações de 2015.